# Комлєв Петро Олександрович
Петро Олександрович Комлєв  (1921-1945) — радянський військовий льотчик, командир ланки 686-го штурмового авіаційного полку (289-ї штурмової авіаційної дивізії, 7-го штурмового авіаційного корпусу, 3-ї повітряної армії, 1-го Прибалтійського фронту). Загинув під час бойового вильоту. Герой Радянського Союзу, посмертно.

## Біографія
Петро Олександрович Комлєв народився 4 липня 1921 року в селі Воскресенське Благовіщенського району Башкортостану в селянській родині.
Закінчив сім класів, в 1935 році разом з матір'ю переїхав до столиці Башкортостану — міста Уфи. Закінчивши залізничне училище № 1 в Уфі, працював електриком на Уфимському паровозоремонтному заводі. У 1939 році без відриву від виробництва закінчив Уфимський аероклуб.
У 1940 році призваний в Червону армію. В 1942 році закінчив Енгельську військову авіаційну школу льотчиків і в липні 1943 року потрапив на фронт Другої світової війни.
До середини жовтня 1944 року на рахунку кандидата в члени ВКП(б) Петра Комлєва було 120 бойових вильотів. Підтримуючи бойові дії наземних військ, штурмовими ударами він знищував живу силу та бойову техніку противника, зривав його перевезення і підхід резервів.
20 лютого 1945 року в одному з боїв за визволення Курляндського півострова (Прибалтика) відважний льотчик-штурмовик поліг смертю хоробрих.
Указом Президії Верховної Ради СРСР від 23 лютого 1945 року за зразкове виконання бойових завдань командування і проявлені при цьому геройство і мужність старшому лейтенанту Петру Комлєву посмертно присвоєно звання Героя Радянського Союзу.

## Подвиг
За 114 бойових вильотів П.О. Комлєв скинув 42 тонни фугасних авіабомб, витратив 34 800 снарядів, 97 000 набоїв. При цьому особисто знищено 11 танків, 63 автомашини, 34 вози з кіньми, 9 цистерн із пальним, підірвано 4 склади боєприпасів, подавлений вогонь 27 батарей ЗА (зенітної артилерії) і 14 батарей МЗА (малої зенітної артилерії) противника і багато іншої техніки. Знищено до 250 гітлерівців.
Похований у Латвії, селище Езере.

## Нагороди
- Медаль «Золота Зірка» (23.02.1945).
- Орден Леніна (23.02.1945).
- Орден Червоного Прапора (25.08.1943).
- Орден Червоного Прапора (28.04.1944).
- Орден Вітчизняної війни 1-го ступеня (30.09.1944).
- Орден Вітчизняної війни 2-го ступеня (15.10.1943).
- Медалі.

## Пам'ять
Ім'ям Героя Радянського Союзу Петра Комлєва названа вулиця в Ленінському районі Уфи (колишня вулиця Нагорна).
Ім'я Героя занесено на меморіальні дошки Уфимського аероклубу і Уфимського тепловозоремонтного заводу.
Пам'ять про славетного земляка дбайливо зберігається в музеї Уфимського державного професійно-педагогічного коледжу, в будівлі якого розташовувалося залізничне училище, випускником якого був Петро Комлєв.